# Weissia platystegia
Weissia platystegia là một loài Rêu trong họ Pottiaceae. Loài này được (Dixon) A. Eddy miêu tả khoa học đầu tiên năm nd.